# نظام القائمة المغلقة في الانتخابات

البلدان التي تستخدم التمثيل النسبي للقائمة المغلقة اعتبارًا من عام 2020.
Countries where all parties use a closed-list

تصف القائمة المغلقة في الانتخبات هي متغير التمثيل النسبي لقائمة الحزب حيث يمكن للناخبين التصويت فقط للأحزاب السياسية ككل، وبالتالي ليس لديهم أي تأثير على النظام الذي يوفره الحزب والذي يتم فيه انتخاب مرشحي الحزب. إذا كان للناخبين بعض التأثير على الأقل، فإنها تسمى القائمة المفتوحة.
في أنظمة القائمة المغلقة، قرر كل حزب سياسي مسبقًا من سيحصل على المقاعد المخصصة لذلك الحزب في الانتخابات،  بحيث يميل المرشحون الذين يحتلون أعلى مرتبة في هذه القائمة إلى الحصول دائمًا على مقعد في البرلمان بينما يتم تعيين المرشحين منخفض جدا في القائمة المغلقة لن.
ومع ذلك، فإن المرشحين «عند نقطة الماء» لحزب معين هم في وضع إما أن يخسروا أو يفوزوا بمقاعدهم حسب عدد الأصوات التي يحصل عليها الحزب. «العلامة المائية» هي عدد المقاعد التي يتوقع أن يحققها حزب معين. سيحدد عدد المقاعد التي يفوز بها الحزب، جنبًا إلى جنب مع مناصب المرشحين في قائمة الحزب، ما إذا كان مرشح معين سيحصل على مقعد أم لا.

## قائمة المواقع مع القائمة المغلقة التمثيل النسبي
- أرمينيا
- بنين
- بلغاريا
- بوركينا فاسو
- بوروندي
- كمبوديا
- كولومبيا
- كوستاريكا
- جمهورية الدومينيكان[2]
- تيمور الشرقية
- انتخابات في غينيا الاستوائية  [لغات أخرى]‏
- غواتيمالا
- غينيا بيساو
- غيانا
- هونغ كونغ (1997-2016)
- آيسلندا
- إسرائيل
- إيطاليا
- انتخابات في كازاخستان  [لغات أخرى]‏[3]
- قيرغيزستان
- مولدوفا
- الجبل الأسود
- المغرب
- موزمبيق
- ناميبيا[4]
- نيكاراغوا
- النيجر
- مقدونيا الشمالية
- باراغواي
- البرتغال
- رومانيا[5]
- روسيا[3]
- رواندا
- اسكتلندا
- صربيا
- جنوب أفريقيا
- إسبانيا
- سريلانكا
- تايوان
- توغو
- تونس
- تركيا
- الأوروغواي
- ويلز

## الروابط الخارجية
- الملامح القطرية في IFES
- قوائم مفتوحة ومغلقة ومجانية في مشروع Ace